# جزيرة الزبرجد
جزيرة الزبرجد أو جزيرة سانت جونز، هي أكبر مجموعة جزر خليج الفول، البحر الأحمر في جنوب مصر. تغطي 4.50 كم² تقريباً.

## جيولوجيا الجزيرة
الجزيرة من أهم وأقدم مصادر حجر الـزبرجد في العالم ويعتقد أنها أول مكان اكتشف فيه حجر الزبرجد لأنها كانت معروفة باسم جزيرة الزبرجد في مصر القديمة، ويعرف الزبرجد فيها من 1300 ق.م ،وقد أنتجت جزيرة الزبرجد أكبر أحجار الزبرجد في العالم وهو حجر يزيد وزنه على (310) قيراط معروض في متحف المعهد السمسثوني الشهير في العاصمة الأمريكية 

## الحياة الطبيعية
تشتهر الجزيرة بمشاهد الطيور ومن أشهرها صقر الغروب ، وممارسة رياضة الغوص تحت الماء لرؤية الشعاب المرجانية، والاقتراب من سمك الراي والموراي، والإخطبوط والحبار. تقع الشواطئ البكر للجزيرة في محمية جبل علبة .